# 雨谷一樹
雨谷 一樹（あまがい かずき、1990年1月14日 - ）は、茨城県桜川市出身の競輪選手。日本競輪学校（当時。以下、競輪学校）第96期。日本競輪選手会栃木支部所属、ホームバンクは宇都宮競輪場。師匠は飯嶋則之。妻は元プロロードレーサーの雨谷千紗子。

## 来歴
小学生時代から空手、中学生で並行してサッカーも始めるが、小学生の頃、地元茨城の長塚智広や十文字貴信達の姿を見て卒業文集に「競輪選手になりたい」と書いていた。サッカーは中学校に自転車部がなかったので足腰を鍛えるための入部であったが、県の選抜メンバーに呼ばれるほどであった。しかしオリンピックへ出るために競輪選手を目指し、自転車競技の強豪校作新学院高等学校へ進学し競技を始める。1年生で全国高等学校選抜自転車競技大会に出場し5位入賞。2年では全国高校総合体育大会のスプリントで2位、秩父宮記念杯でチーム・スプリント優勝などの実績を残す。
2008年、アジア自転車競技選手権大会、ジュニア部門・チームスプリントで、のちに競輪学校で同期となる深谷知広らとともに優勝に貢献。その後、競輪学校に第96期生として入校。
2009年7月29日、大宮競輪場でデビューし、初出走初勝利を挙げる（1.3.5着）。
2010年、ACCトラックアジアカップ（函館競輪場）1kmタイムトライアルで優勝。
2011年、アジア自転車競技選手権大会でチームスプリント2位。
2012年、4月に行われたトラックレース世界選手権・チームスプリントに、中川誠一郎、渡邉一成とともに出場、予選（4位、44秒039）及び3、4位決定戦（4位、43秒896）において、いずれも日本新記録樹立に貢献。同年7月31日、函館競輪場でA級初優勝を飾る（8.1.1着）。
2013年7月12日、弥彦競輪場の寛仁親王牌競輪で特別競輪初出走（4.9.8.8着）。同年7月23日、豊橋競輪場でS級レース初出走（4.8.4.1着）。
2014年3月17日、佐世保競輪場でS級初優勝（1.2.1着）。
2015年7月18日、弥彦競輪場の寛仁親王牌競輪で特別競輪初勝利（6.1.9.7着）。
2016年2月21日、川崎競輪場で通算100勝を達成。
2019年12月6日、2019-2020トラックワールドカップ第4戦（ニュージーランド）、男子チームスプリントが行われ、雨谷は新田祐大・深谷知広と出場。予選を2位で通過し、1回戦のオーストラリア戦で42秒842として、2013年に作られた日本記録43秒092を6年ぶりに更新して勝利。全体の1位で決勝進出し、ポーランドと対戦。フィニッシュタイムは1回戦で出した新日本記録を更に塗り替える42秒790で勝利。1日に2回の日本記録更新で2003年以来16年ぶりにこの種目で金メダルを獲得。
2020年2月26日、世界選手権トラックで予選敗退し、チームスプリントでの東京オリンピック出場権を失う。同年6月4日、日本ナショナルチームはオリンピック代表内定選手を発表されるも雨谷は選出されず。その日に自身のインスタグラムで自転車競技からの引退を表明した。
2021年10月3日、TIPSTAR DOME CHIBAで開幕した250競走「PIST6 Championship」において第1回覇者となる。
2024年9月28日、青森競輪場で開設74周年みちのく記念G3「善知鳥杯争奪戦」2日目10Rで1着となり、通算200勝を達成した。